# Finger Point (Viktorialand)
Der Finger Point (englisch für Finger-Landspitze) ist eine Landzunge an der Scott-Küste des ostantarktischen Viktorialands. Sie bildet den östlichen Ausläufer von The Flatiron im Granite Harbor.
Teilnehmer der britischen Terra-Nova-Expedition (1910–1913) unter der Leitung des britischen Polarforschers Robert Falcon Scott kartierten sie und gaben ihr ihren deskriptiven Namen.